# 桑叶葡萄
桑叶葡萄（学名：Vitis ficifolia 或 Vitis heyneana subsp. ficifolia）为葡萄科葡萄属毛葡萄的亚种。分布于中国大陆的陕西、江苏、山东、河北、河南、山西等地，生长于海拔100米至1,300米的地区，多生在沟谷灌丛、山坡或疏林中，目前尚未由人工引种栽培。

## 别名
毛葡萄（北京植物志） 野葡萄（河北） 河南毛葡萄（河南）